# Les Quatre Cents Coups
Pour les articles homonymes, voir Les Quatre Cents Coups (homonymie).
Série
Antoine et Colette
(1962)
Pour plus de détails, voir Fiche technique et Distribution.
Les Quatre Cents Coups est un film français de François Truffaut, sorti en 1959. Premier film du jeune réalisateur, il révèle celui-ci au grand public et devient un film emblématique de l'essor de la Nouvelle Vague. Quatre autres films viendront par la suite compléter la saga Antoine Doinel, toujours interprété par Jean-Pierre Léaud : Antoine et Colette (segment du film à sketches L'Amour à vingt ans) en 1962, Baisers volés en 1968, Domicile conjugal en 1970 et L'Amour en fuite en 1979.
Le film raconte l'enfance difficile d'Antoine Doinel, ses relations avec ses parents, ses petits larcins qui lui vaudront d'être enfermé dans un centre pour mineurs délinquants.

## Synopsis

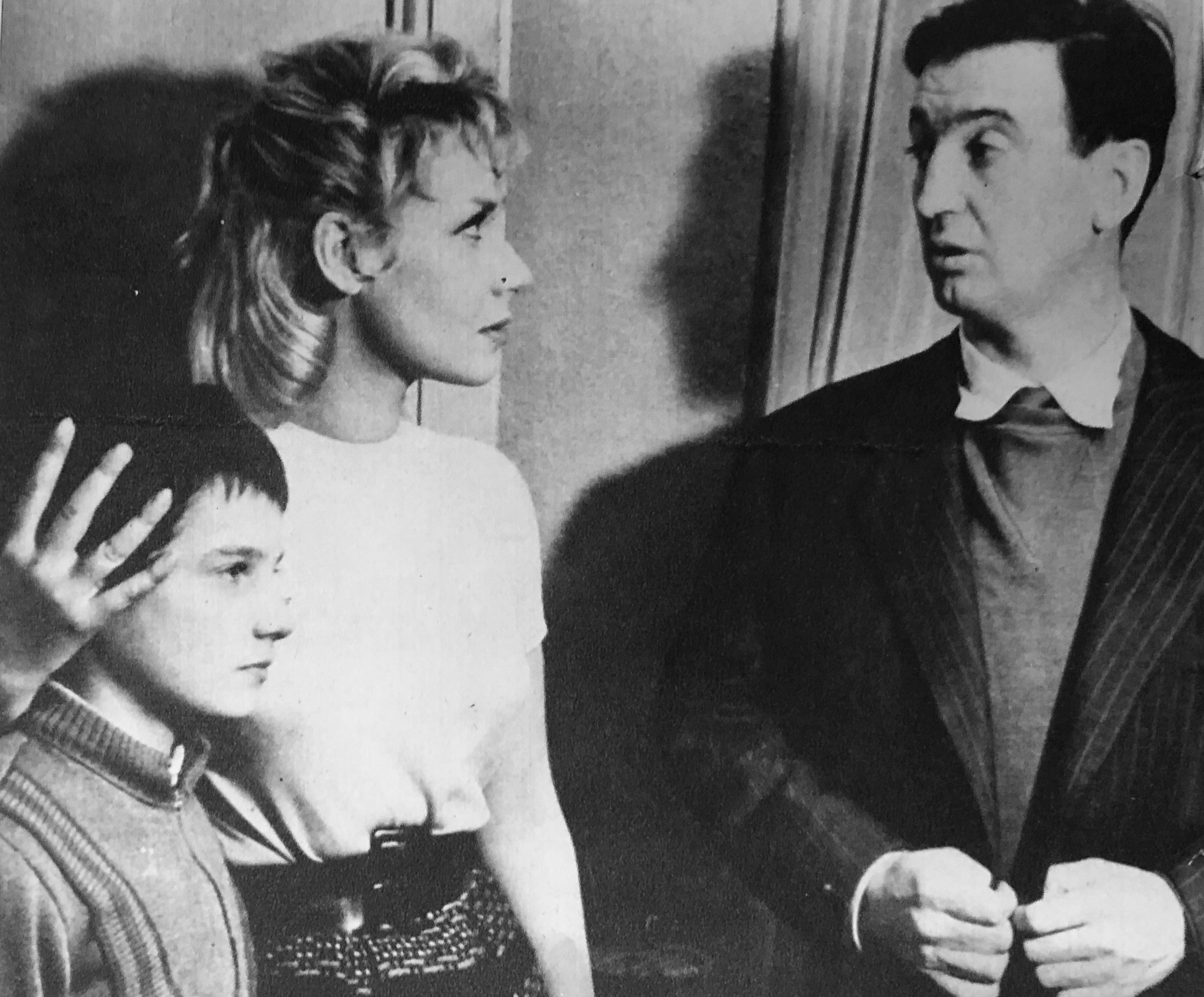
Jean-Pierre Léaud (Antoine Doinel) avec ses parents dans le film (Claire Maurier et Albert Rémy), photo extraite d'un magazine japonais.

À la fin des années 1950, Antoine Doinel, 12 ans, vit à Paris entre une mère peu aimante et un beau-père futile. 
Antoine Doinel éprouve une admiration fervente pour Honoré de Balzac. Il lui a consacré un autel mais la bougie éclairant le portrait de l'écrivain met le feu à un rideau. Le début d'incendie provoque la colère de son beau-père. De plus, déjà malmené par un instituteur autoritaire et injuste, il plagie la fin de La Recherche de l'absolu lors d'une composition de français. L'instituteur lui attribue la note zéro au grand désarroi d'Antoine, qui voulait, en fait, rendre hommage à son auteur préféré. Il passe alors, avec son camarade René, de l'école buissonnière au mensonge, puis à la fugue, au vol d'une machine à écrire et se retrouve au commissariat. Ses parents, ne voulant plus de lui, le confient à l'« Éducation surveillée ». Un juge pour enfants le place alors dans un centre d'observation où on le prive même de la visite de son ami René. Profitant d'une partie de football, Antoine s'évade. Poursuivi, il court à travers la campagne jusqu'à la mer.

## Éléments biographiques
François Truffaut a indiqué avoir puisé dans ses souvenirs d'enfance, notamment ses fugues, sa détention au centre d'observation des mineurs de Villejuif, ainsi que dans le profil de son copain d'alors, Robert Lachenay, pour écrire le scénario de son film.
Toutefois sa famille, à commencer par son père adoptif, Roland Truffaut et sa mère, Janine de Monferrand, est blessée et exige des explications. Le 3 juin 1959, François Truffaut semble faire machine arrière dans un article publié dans Arts, dans lequel il dément avoir fait une œuvre autobiographique. Il maintient toutefois  par la suite ses accusations sur l'horreur de son existence rue de Navarin entre 1943 et 1948 et admet qu'il savait bien que cela leur ferait de la peine.

## Fiche technique
- Titre : Les Quatre Cents Coups
- Réalisation : François Truffaut, assisté de Philippe de Broca, Alain Jeannel, Francis Cognany et Robert Bober
- Scénario : François Truffaut
- Adaptation : François Truffaut et Marcel Moussy
- Dialogues : Marcel Moussy
- Photographie : Henri Decae
- Décors : Bernard Evein
- Son : Jean-Claude Marchetti, assisté de Jean Labussière
- Montage : Marie-Josèphe Yoyotte, Cécile Decugis et Michèle de Possel
- Musique : Jean Constantin
- Production : François Truffaut
- Directeur de production : Georges Charlot
- Sociétés de production : Les Films du Carrosse, Société d'exploitation et de distribution de films (SEDIF Productions)
- Société de distribution : Cocinor
- Pays d'origine :  France
- Format : Noir et blanc - 35 mm - 2,35:1 (Dyaliscope)
- Son : Monophonique
- Genre : Comédie dramatique
- Durée : 99 minutes
- Dates de sortie :
  - France : 4 mai 1959 (Festival de Cannes) ; 3 juin 1959 (Paris)
- Classification : 
  - France : Tout public, visa 21.414[2]
- Affiche : Boris Grinsson (France)

## Distribution
- Jean-Pierre Léaud : Antoine Doinel
- Claire Maurier : Gilberte Doinel
- Albert Rémy : Julien Doinel
- Patrick Auffay : René Bigey
- Georges Flamant : M. Bigey
- Yvonne Claudie : Mme Bigey
- Armand Coppello : « Petit peu »
- Guy Decomble : « Petite feuille », l'instituteur
- Richard Kanayan : l'élève hirsute
- Bernard Abbou : Abbou
- François Nocher : un délinquant
- Daniel Couturier : Bertrand Mauricet
- Renaud Fontanarosa : un élève
- Michel Girard : un élève
- Henry Moati (Serge Moati) : un élève
- Gérard Van Ruymbeke : un enfant
- Jean-François Bergouignan : un enfant
- Michel Lesignor : un enfant
- Robert Beauvais : le directeur de l'école
- Jacques Monod : le commissaire de police
- Claude Mansard : le juge pour enfants
- Pierre Repp : le professeur d'anglais
- Henri Virlogeux : le gardien de nuit
- Marius Laurey : l'inspecteur Cabanel
- Luc Andrieux : le professeur de gym
- Jeanne Moreau : la femme au chien dans la rue
- Jean-Claude Brialy : le dragueur qui suit la femme au chien
- Christian Brocard : le « preneur » de la machine à écrire
- Laure Paillette : une commère
- Louise Chevalier : une commère
- François Truffaut : un homme à la fête foraine
- Philippe de Broca : un homme à la fête foraine
- Jacques Demy : le policier au commissariat qui dit « Le carrosse est avancé ! »
- Charles Bitsch : un policier au commissariat
- Jean Douchet : l'amant de Gilberte
- Jean-Luc Godard (voix)
- Jean-Paul Belmondo (voix) à l'imprimerie
- Jacques Audiberti
- Jean Constantin
- Jacques Doniol-Valcroze
- Marianne Girard
- Simone Jolivet
- Jacques Laurent

## Accueil public et critique
La projection des Quatre Cents Coups au Festival de Cannes, le 4 mai 1959, est un véritable triomphe.
À sa sortie en juin 1959, le film a été vu par 450 000 personnes.

## Distinctions
- Festival de Cannes 1959 : Prix de la mise en scène[4]
- Grand prix Fémina belge du cinéma
- Prix du festival d'Acapulco
- Prix Joseph-Burstyn du meilleur film étranger
- Prix du meilleur film étranger décerné par la critique new-yorkaise
- Prix Méliès 1959
- Nommé à l'Oscar du meilleur scénario original pour François Truffaut et Marcel Moussy

## Production
Le tournage du film commence le 10 novembre 1958 et s'achève le 5 janvier 1959.
Le film est entièrement tourné en décor réel.
Le générique, avec la célèbre musique du film, présente plusieurs rues de l'ouest de Paris tournées vers la tour Eiffel. Il commence par un travelling rue de l'Amiral-d'Estaing, continue place d'Iéna, longe des usines, descend l'avenue du Président-Wilson et se termine sur le Champ-de-Mars.
Les scènes dans l'appartement des parents de Doinel ont été tournées rue Marcadet. La scène du baiser entre la mère et son amant est tournée place de Clichy. La façade du Gaumont-Palace de la place Clichy apparaît dans le film quand la famille va passer une soirée au cinéma.
Les scènes chez René, l'ami d'Antoine, sont tournées, pour l'intérieur, rue Pierre-Fontaine dans le 9e dans l'appartement de Claude Vermorel, et, pour l'extérieur, avenue Frochot.
La séquence où Doinel rapporte la machine à écrire est tournée rue Hamelin dans les locaux de l'entreprise d'Ignace Morgenstern, le beau-père de Truffaut. Les séquences au centre d'observation des mineurs ont été tournées au moulin d'Andé, une propriété en bord de Seine près de Saint-Pierre-du-Vauvray. La séquence finale sur la plage a été tournée à Villers-sur-Mer.
La scène où Antoine se nettoie le visage dans une fontaine a été tournée à l'église de la Trinité, place d'Estienne-d'Orves, dans le 9e arrondissement de Paris. Les scènes extérieures devant le domicile des parents d'Antoine ont été filmées place Gustave-Toudouze, à l'intersection de la rue Henry-Monnier et de la rue Clauzel. Des plans ont été tournés quelques mètres plus loin, au coin de la rue Henry-Monnier et de la rue Notre-Dame-de-Lorette, également dans le 9e arrondissement de Paris.
La scène d'EPS se déroule rive gauche notamment rue de Vaugirard et rue d'Assas. 
Dans le générique, les auteurs du film remercient Claude Vermorel, Claire Mafféi, Suzanne Lipinska, Alex Joffé, Fernand Deligny, Claude Véga, Jacques Josse, Annette Wademant, l'École technique de photographie et de cinématographie, Jean-Claude Brialy et Jeanne Moreau (qui font une brève apparition). Le film est, en outre, dédié à la mémoire d'André Bazin, mentor du cinéaste décédé un an avant la sortie en salles, au lendemain du commencement du tournage.
Dans le générique, au moment où il est écrit scénario de François Truffaut, la caméra passe place d'Iéna dans le 16e arrondissement de Paris, nous apercevons la statue équestre de Washington juste avant d'apercevoir le haut de la tour Eiffel. Ce point de vue sur la tour n'est plus visible aujourd'hui puisqu'un immeuble a été construit à côté de l'immeuble que l'on voit dans le film.
François Truffaut fait une courte apparition en tant que figurant dans le film, dans la scène où Antoine fait un tour de Rotor.
Le film est entièrement postsynchronisé à l'exception de la scène avec la psychologue qui a été tournée en son direct.

## Analyse
D'après Jean-Pierre Mocky, le travelling à la fin du film montrant Antoine Doinel en train de courir est inspiré du film Rashōmon de Akira Kurosawa qu'il avait vu avec François Truffaut et Claude Chabrol au cinéma et qui les avait fortement marqués.
Le film se termine par un regard caméra d'Antoine Doinel.

## Autour du film
- Le titre du film est repris de l'expression populaire « faire les quatre cents coups », faire toutes les bêtises possibles.
- Ce film fait partie de la Liste des 50 films à voir avant d'avoir 14 ans établie en 2005 par le British Film Institute, intégrant même le top 10 de cette liste.
- Martin Scorsese inclut ce film dans sa liste de "39 films étrangers essentiels pour un jeune cinéaste".
- Une version restaurée du film est sortie le 19 octobre 2004 à l'occasion des 20 ans de la mort de François Truffaut.
- Une partie du film est tourné rue Frochot.
- Dès la sortie du film, Truffaut n'accepte pas la dimension autobiographique, il dit lui-même : « Si le jeune Antoine Doinel ressemble parfois à l'adolescent turbulent que je fus, ses parents ne ressemblent absolument pas aux miens qui furent excellents, mais beaucoup, par contre, aux familles qui s'affrontaient dans les émissions de télévision ». En 1981, il écrira même à Pierre Tchernia, en lui demandant de ne pas évoquer lors d'une émission télévisée le fait que le film puisse être autobiographique, afin de ménager son père, à la suite du décès de sa mère. En 1959, année de sortie du film, l'œuvre avait déjà causé des problèmes familiaux. Vingt ans après la sortie du film, François Truffaut dira : « À l'époque, ce film a créé un véritable drame familial et aujourd'hui [...] j'en redoute toujours les séquelles »[9].